# Shirdi
Shirdi is een nagar panchayat (plaats) in het district Ahmednagar van de Indiase staat Maharashtra. 

## Demografie
Volgens de Indiase volkstelling van 2001 wonen er 26.169 mensen in Shirdi, waarvan 53% mannelijk en 47% vrouwelijk is. De plaats heeft een alfabetiseringsgraad van 70%. 

## Bekende inwoners

### Overleden
- Shirdi Sai Baba (ca.1838-1918), goeroe en fakir